# Eltheim
Eltheim ist ein Ortsteil der Gemeinde Barbing im Landkreis Regensburg (Bayern). Bis 1978 war Eltheim eine eigenständige Gemeinde.

## Geographie
Das Kirchdorf Eltheim liegt ca. 20 km östlich von Regensburg im Landkreis Regensburg in der Oberpfalz. Im Osten des Kirchdorfes fließt die Donau vorbei.

## Geschichte
Archäologen fanden um den Hauptort Relikte der Glockenbecherkultur.
Im Jahr 1145 wurde die Kirche von Otelthaima erstmals erwähnt. Eltheim wurde im Dreißigjährigen Krieg zerstört und 1634 von der Pest heimgesucht. Die Hofmark Eltheim war bis 1803 im Besitz des Regensburgischen Domkapitels.
Die ehemals selbstständige Gemeinde Eltheim entstand mit dem bayerischen Gemeindeedikt von 1818 und wurde am 1. Januar 1978 in die Gemeinde Barbing eingegliedert.

## Bauwerke
- Katholische Filialkirche St. Laurentius: Die heutige barocke Kirche ist St. Laurentius geweiht und wurde 1724 erbaut. Sie hat einen eingezogenen segmentförmig geschlossenen Chor. Das Schiff schließt segmentförmig an. Chor und Schiff haben eine Spiegeldecke. Der Turm mit Kuppeldach befindet sich über dem Chor.
- Wegkapelle, sogenannte Lindenkapelle

## Verkehr
Eltheim kann überörtlich von der Kreisstraße R 23 erreicht werden. Die Autobahn A 3 Regensburg – Passau kann über die Anschlussstellen Wörth a. d. Donau/Wiesent oder Rosenhof erreicht werden.

## Flutpolder Eltheim

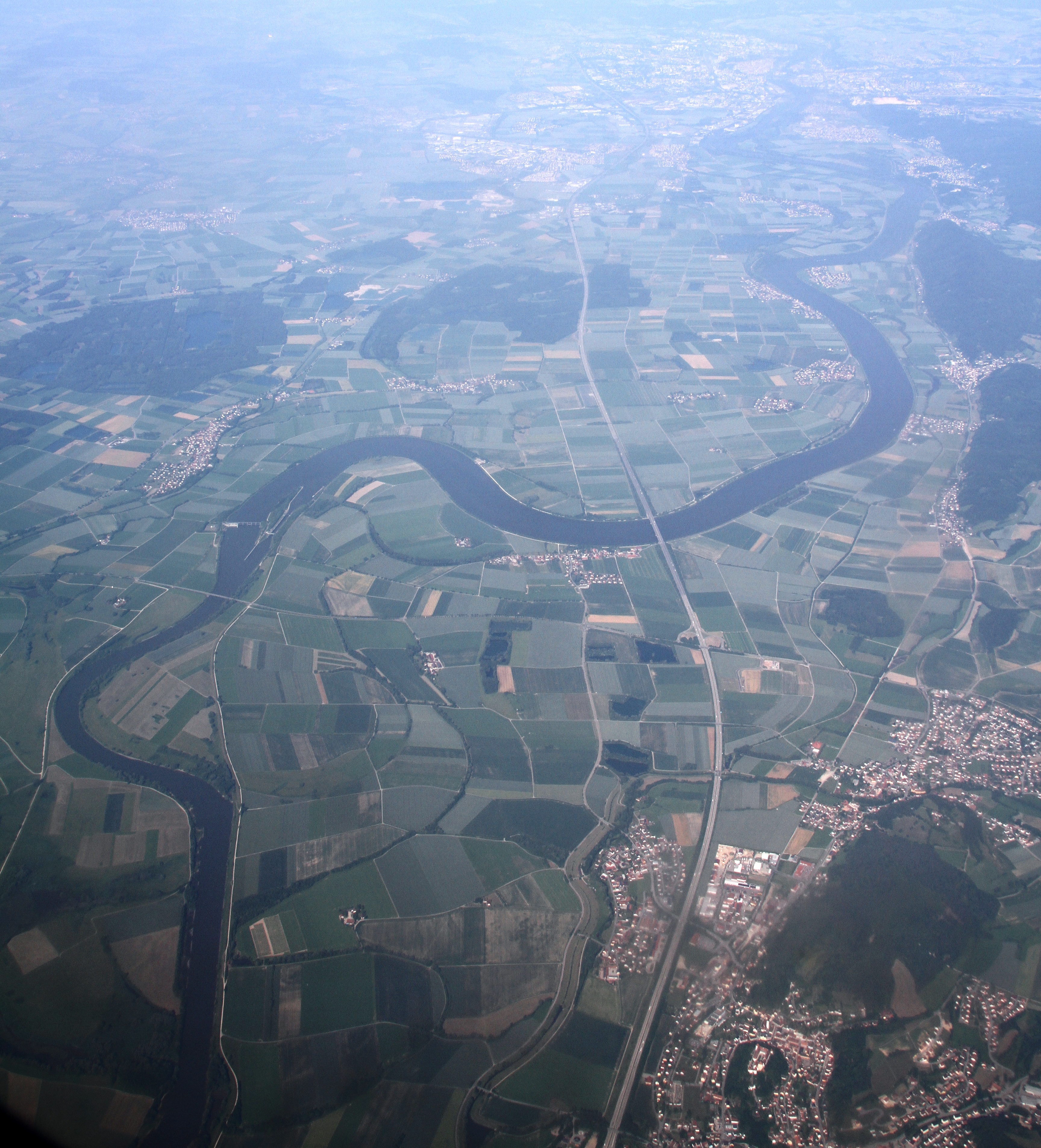
Flutpolder Eltheim: Obere Bildhälfte, links der Donau

Nach dem Ortsteil Eltheim ist der geplante Flutpolder „Eltheim“ benannt. Die Ortschaft liegt am westlichen Rand des geplanten, etwa 590 Hektar großen gesteuerten Hochwasserpolders und wäre neben der Ortschaft Geisling, die sich südöstlich befindet, hauptsächlich betroffen. Sein Rückhaltevermögen von etwa 16 Millionen Kubikmeter würde im Falle eines sehr großen Hochwasserereignisses genutzt und die Unterlieger, unter anderem Straubing und Deggendorf, entlasten. Die Gemeinde Barbing, alle an die Donau angrenzenden Gemeinden des Umlandes sowie die  Landrätin des Landkreises Regensburg Tanja Schweiger  haben sich gegen die von der Bayerischen Staatsregierung geplante Schaffung gesteuerter Flutpolder zur Milderung von Hochwasserständen an der Donau ausgesprochen.   Durch den nach der Landtagswahl vom 14. Oktober 2018 in Bayern zwischen den Freien Wählern und der CSU geschlossenen Koalitionsvertrag wird das Flutpolderkonzept im Landkreis Regensburg nicht weiter verfolgt. Die frei werdenden finanziellen Mittel sollen in den dezentralen Hochwasserschutz entlang der Donau und aller Zuläufe investiert werden.
→ Geschichte der Donau im Großraum Wörth: Siehe auch Wörth und die Donau

## Vereine
- Fasslbrüder Eltheim
- FF Eltheim
- Katholischer Frauenbund Eltheim
- Obst- und Gartenbauverein Illkofen-Eltheim-Friesheim
- Schützengesellschaft Edelweiß Eltheim